# Kamienica Dolna
Kamienica Dolna – wieś w Polsce położona w województwie podkarpackim, w powiecie dębickim, w gminie Brzostek, nad Wisłoką. Leży przy drodze krajowej nr 73.
W latach 1975–1998 miejscowość administracyjnie należała do województwa tarnowskiego.

## Części wsi
| SIMC    | Nazwa | Rodzaj    |
| ------- | ----- | --------- |
| 0814748 | Wola  | część wsi |

## Historia
Pierwsza wzmianka o Kamienicy Dolnej pochodzi z dokumentu króla Kazimierza Wielkiego z 1345 r. Dotyczy on lokacji wioski na porębach leśnych nad rzeką Kamienicą. Osada została założona na prawie niemieckim. Świadczy o tym nazwa najstarszej części wsi – Woli.
Wspominany dokument zawiera także akt nadania dwóch łanów ziemi uprawnej zasadźcy Kerstenowi. Przewidywano także jeden łan dla planowanej w tym miejscu świątyni. Do budowy nigdy jednak nie doszło. Tradycja głosi, że z powodu interwencji sił nadprzyrodzonych, które wybrały na swą siedzibę położoną po drugiej stronie Wisłoki Przeczycę. Wspomina o tym w swojej książce Franciszek Kotula. Kiedy w Kamienicy Dolnej przygotowywano się do budowy świątyni, w Przeczycy na gruszy ukazała się figurka Matki Boskiej. Wieść o tym rozeszła się lotem błyskawicy. Wkrótce zjawili się Węgrzy i zabrali figurę, twierdząc, że zniknęła z ich kościoła. Jednak po pewnym czasie figura znów pojawiła się w Przeczycy. Uznano to za cud i świątynię zbudowano nie, jak pierwotnie planowano w Kamienicy Dolnej, lecz po drugiej stronie Wisłoki, w Przeczycy.
W XV w. Kamienica Dolna należała do opactwa tynieckiego i parafii Brzostek. Znajdowała się w niej karczma, młyn i 22 łany kmiece. W 1536 r. wioska należała już do parafii przeczyckiej. Mieszkało w niej 14 kmieci. Pańszczyznę odrabiali na folwarku w Dęborzynie.
Wioska najprawdopodobniej została zniszczona w 1657 r., podczas najazdu wojsk Jerzego II Rakoczego. W epoce rozbiorów przeszła najpierw na własność funduszu religijnego, a potem w ręce prywatnych właścicieli.
W czasie rabacji w 1846 r. w miejscowej karczmie zamordowano Wiktora Bogusza, właściciela Siedlisk i Antoniego Pieszczyńskiego, dzierżawcę części Gorzejowej. Poturbowano także guwernera Emila Pohoreckiego, Ignacego Zabierzowskiego, właściciela Gorzejowej i Stefana Balasę z Kołaczyc.
Podczas II wojny światowej działała tu placówka AK Pilzno. 3 sierpnia 1944 roku zorganizowano zasadzkę na drodze głównej na kolumnę niemieckich samochodów. Wcześniej jednak zjawiły się czołgi, a jeden z nich najechał na minę. Wobec tego partyzanci wycofali się.

## Zabytki
- murowana kapliczka z początku XX wieku. W jej wnętrzu znajduje się rzeźba Matki Bożej z Dzieciątkiem,
- kapliczka słupowa z 1945 r. zbudowana po szczęśliwym powrocie z wojny,
- drewniany budynek tzw. „starej szkoły” z początku XX wieku,
- pozostałości „jazu” na rzece Kamienica.

## Wybór osób pochodzących z Kamienicy Dolnej
- Józef Berek (1894–1939) – poseł, publicysta, działacz chłopski. Podczas I wojny światowej walczył w legionach. Po powrocie został wójtem Kamienicy Dolnej, a w latach 1919–1927 posłem do sejmu. Artykuły i wiersze publikował pod pseudonimem „Granit”. Szkoła podstawowa w Kamienicy Dolnej nosi jego imię[6].